# Klezk

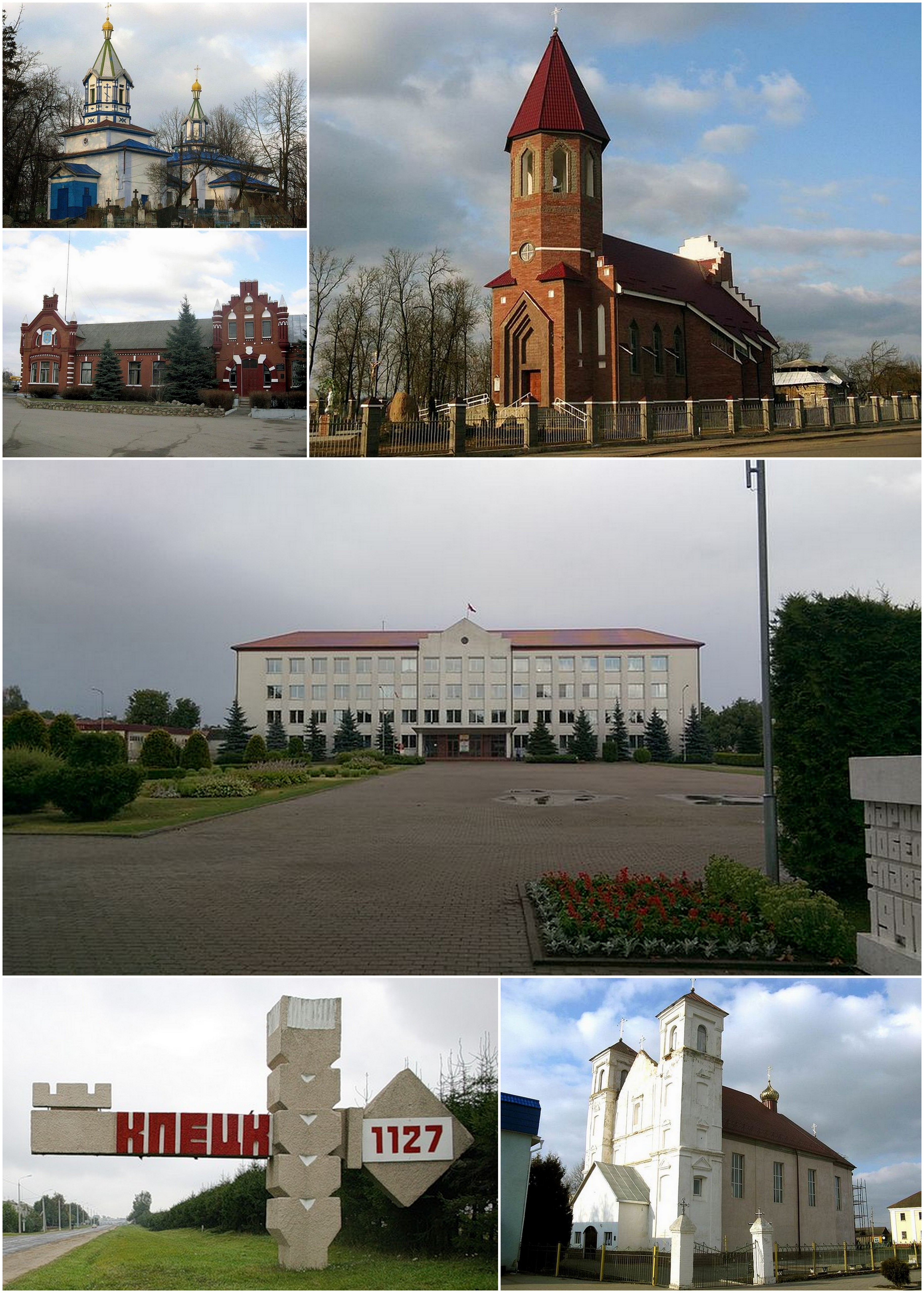
Klezk (2017)

Klezk (belarussisch Клецк Klieck, polnisch Kleck, historisch Klechesk) ist eine Stadt in Belarus in der Minskaja Woblasz.
Die Stadt ist Zentrum des Rajons Klezk und liegt am Lan zwischen Njaswisch und Ljachawitschy.